# Katherine Moennig
Katherine Sian Moennig (* 29. prosince 1977 Filadelfie, Pensylvánie, USA) je americká herečka. Známou se stala díky rolím Shane McCutcheon v seriálu Láska je Láska, nebo Jake Pratt v Young Americans. V roce 2009 hrála Dr. Mirandu Foster v seriálu Transplantační jednotka.

## Osobní život
Moennig se narodila ve Filadelfii, Pensylvánie. Její matka Mary Zahn tancovala na Broadwayi a její otec William H. Moennig III vyráběl housle. Moennig má poloviční sestru a bratra z otcova prvního manželství. Je také nevlastní neteří herečky Blythe Dannerové (která je polorodou sestrou Katherinina otce) a sestřenicí herečky Gwyneth Paltrow a režiséra Jakea Paltrow. Moennig má německé, skotské a irské předky.

## Kariéra
Když bylo Moennig 18 let, přestěhovala se do New Yorku, aby zde studovala na Americké akademii dramatických umění.
V roce 1999 si zahrála v klipu kanadské skupiny Our Lady Peace k písni „Is Anybody Home?“. Účinkovala také v reklamě pro společnost Fleet Bank  a v kampani Červeného kříže pro oběti hurikánu Katrina. Moderovala také 17. udílení cen GLAAD.
Její první velká role byla v televizním seriálu Young Americans, ve kterém ztvárnila postavu Jake Pratt.
Moennig hrála několik lesbických postav – Shane McCutcheon v seriálu Láska je Láska, Jilly ve filmu Everybody's Fine a lesbickou milenku postavy Sophii Mylesové ve filmu Art School Confidential. Ucházela se o roli transgendera Brandona Teena ve filmu Kluci nepláčou a ztvárnila postavu Cheryl Avery, mladou transsexuální dívku v seriálu Law & Order: Special Victims Unit.
V roce 2009 začala účinkovat v televizním seriálu Transplantační jednotka. Moennig si zde zahrála roli doktorky Mirandy Foster. Seriál byl stáhnut z vysílání 30. listopadu 2009.
V roce 2010 ztvárnila tatérku v seriálu Dexter v epizodě s názvem První krev.
Drogově závislou prostitutku Gloriu si zahrála ve filmu Obhájce.
V roce 2012 účinkovala ve filmu Gone.